# Nový zámok
El castillo Nový zamok (literalmente, "Castillo nuevo") es un castillo de Banská Štiavnica, Eslovaquia.
Junto con el Starý zámok ("castillo viejo") forma parte del conjunto histórico de Banská Štiavnica, que fue declarado Patrimonio de la Humanidad por la Unesco en 1993.

## Historia
Nový zamok es un monumento cultural nacional. Es una edificación de arquitectura renacentista de seis pisos con cuatro bastiones. Fue construido entre 1564 y 1571 como una torre de vigilancia durante las guerras otomanas en Europa. Debido a su posición dominante, fue también utilizado como reloj de la ciudad dando la hora, la cual anunciaban, cada cuarto de hora, con una trompeta.

## Actualidad
Existe una exposición permanente en el cuarto piso del castillo llamada "Guerras contra Turquía en Eslovaquia". El último piso ofrece una vista panorámica de Banská Štiavnica y sus alrededores.